# Caradrina ibeasi
Caradrina ibeasi là một loài bướm đêm trong họ Noctuidae.